# Marina Welsch
Marina Welsch (geb. Speer, * 4. Februar 1966 in Frankfurt am Main) ist eine deutsche Schauspielerin, Sprecherin und Malerin.

## Leben
Nach ihrer schulischen Ausbildung absolvierte Welsch eine Ausbildung zur Fremdsprachensekretärin und ein Volontariat bei der Deutschen Presse-Agentur. Nach einigen Stellen bei deutschen Unternehmen arbeitete sie in Bukarest bei der Werbeagentur McCann Erickson als Creative Director. Während ihres Aufenthalts in Rumänien erhielt Welsch Klavierunterricht von Johnny Răducanu.
Nach ihrer Rückkehr nach Deutschland studierte sie Malerei an der Städel-Hochschule in Frankfurt am Main. Seit 2005 ist Welsch hauptberuflich Schauspielerin. Sie absolvierte eine private internationale Schauspielausbildung und arbeitete unter anderem mit Bernard Hiller, MK Lewis, Lea Brandenburg, Hannes Jaenicke, Bernardus Manders und Tom DiCillo. Unter der Regie von Claus Wilcke, Michael Lesch, Ronald F. Stürzebecher und Dirk Waanders spielte Marina Welsch ab 2011 in Theaterstücken in Solingen und Wuppertal.
Gemeinsam mit ihrer Schauspielkollegin Silke Natho schrieb sie das Boulevard-Theaterstück „Die Vorzimmerdamen“. Dafür textete sie auch das Chanson „Mein Leben soll prickeln wie Champagner“ geschrieben, das ihr Sohn Marlon Lee Welsch vertonte. Mit ihrer Schauspielkollegin Julia Karl schrieb sie das Stück „Jukebox Divas“. Hierfür verfasste sie das Chanson „Femme Fatale“, das ebenfalls ihr Sohn vertonte.
2022 hatte Marina Welsch die Idee zu ihrem ersten eigenen Film Sekunden in der Ewigkeit – Seconds in Eternity, den sie in Zusammenarbeit mit Regisseur Christian Schu realisierte. In den Hauptrollen ist neben Michael Lesch und Alexander Kerbst die aus Albanien stammende Opernsängerin Migena Gjata zu sehen. Für diesen Film textete sie das Chanson „No need for Dances on my grave“, das ebenfalls ihr Sohn vertont hat.
Marina Welsch ist Mutter von zwei Kindern und lebt in Solingen. Im Jahr 2019 rief sie die Initiative „Clean the Green“ in Solingen ins Leben und macht damit auf die zunehmende Vermüllung aufmerksam.
Marina Welsch hat die Storyline für ihren ersten eigenen Film "Sekunden in der Ewigkeit" im Jahr 2022 geschrieben. Den Film hat sie in Zusammenarbeit mit Regisseur Christian Schu realisiert. Sie selbst spielt darin die Hauptrolle. Schauspieler Michael Lesch ist noch einmal dafür vor die Kamera getreten und spielt einen Mönch. Auch Musicalstar Alexander Kerbst hat eine Rolle als Conferencier übernommen.

## Filmografie
- 2005: SOKO Köln: Alte Rechnungen
- 2005: Drei Schwestern made in Germany – Regie: Oliver Storz
- 2005: Hereinspaziert (Kurzfilm) – Regie: Christoph Hars
- 2005: Polizeiruf 110: Vorwärts wie Rückwärts – Regie: Hannu Salonen
- 2005: Die Anrheiner – Regie: Hannes Spring
- 2005: Paare (Fernsehserie) – Regie: Martin Przyborowski
- 2006: Breathful – Regie: Daryush Shokof
- 2006: Angie Folge: Blind Date – Regie: Jan Becker
- 2006: Dating Vietnam – Regie: Harald Holzenleiter
- 2006: Arm Dran (Kurzfilm) – Regie: Andreas Bierschenk
- 2006: Betakom 4 (Kurzfilm) – Regie: Sebastian Simon
- 2007: Jenseits von Gut und Böse – Regie: Harald Holzenleiter
- 2007: Eldorado (Kurzfilm) – Regie: Daniel Jäger
- 2007: Geile Zeit (Fernsehserie) – Regie: Michael Stelzer
- 2008: Schwarznull[5][6] – Regie: Alexander Bischoff
- 2008: Lover’s Lane – Sprossen zum Glück (Fernsehserie) – Regie: Harald Holzenleiter
- 2008: Von Gewinnern und Verlierern (Kurzfilm) – Regie: Thomas Deutsch
- 2008: Der Anfang ist die Hälfte vom Ganzen (Kurzfilm) – Regie: P. Stefanova, K. Szmidt, T. Wagenknecht
- 2008: 6’10’ – Regie: Alexandra Schejok
- 2008: A life beyond – Regie: Patrick Banfield
- 2008: Stille Post (Kurzfilm) – Regie: Patric Eigermann
- 2008: Hochzeitsnacht (Kurzfilm) – Regie: Rosalinda Basta
- 2009: Der Gepäckautomat – Regie: Max Polzer
- 2009: Klassenaufstieg (Kurzfilm) – Regie: Anja Habermehl
- 2009: Freibad (Kurzfilm) – Regie: Michael Berghoff
- 2009: Heaven’s Taxi – Regie: Daryush Shokof
- 2010: The Center of the Universe (Kurzfilm) – Regie: Dago Schelin
- 2010: Eine falsche Nacht – Regie: Max Polzer
- 2011: Die Jägerprüfung (Kurzfilm, Hauptrolle) – Regie: Bernd Güssbacher
- 2011: Bikekids – Regie: Roland Richter
- 2011: Verdächtig (Kurzfilm) – Regie: Nik Sentenza
- 2011: Horst und Marie (Kurzfilm) – Regie: Pascal Schröder
- 2012: Warum (Kurzfilm) – Regie: Lisa Strauß
- 2013: Erst der Schatten zeigt das Licht (Kurzfilm) – Regie: Frank Brehm
- 2013: Miro und seine Mörderinnen (Mehrteiler) – Regie: Niehl Bornscheuer
- 2013: Freek is coming (Stummfilm) – Regie: Melanie Giel
- 2013: Scheingeld – Regie: Robin Ullmann
- 2014: Aschenputtel auf Abwegen (Fernsehserie „Schicksale“) – Regie: Patrick Hammerschmidt
- 2014: Bon Voyage (Fernsehserie „Schicksale“, Hauptrolle) – Regie: Uwe Hahn
- 2018: Sankt Maik (Fernsehserie) – Regie: Ulrike Leibfried
- 2019: Unter Uns (Fernsehserie) – Regie: Patrick Schlosser
- 2020: Das Musterbeispiel (Kurzfilm) – Regie: Martin J. Lorenz
- 2021: Torquemada´s Curse (Kinofilm) – Regie: Henry Buchmann
- 2022: Der Geist in meinem Kopf (Kurzfilm)
- 2022: Was der Tag bringt (Episodenfilm)
- 2023–2025: Sekunden in der Ewigkeit/Seconds in Eternity (mittellanger Spielfilm) – Regie: Christian Schu
- 2024: Chasing Memories, Regie: Henry Buchmann

## Theaterstücke (Auswahl)
- 2011–2012: Die süßesten Früchte[7][8]; Rolle: Claudia (Hauptrolle); Regie: Dirk Waanders; Kammerspielchen Solingen
- 2012: Tag der Gnade[9][10]; Rolle: Abby; Regie: Ronald F. Stürzebecher; Theater Kammerspielchen Solingen
- 2012–2013: Liebe, Lügen, Lampenfieber[11]; Rolle: Gigi Ortega; Regie: Claus Wilcke; Theater Kammerspielchen Wuppertal, Theater Kammerspielchen Solingen
- 2016–2017: LOVELETTERS, Rolle Melissa Gardner, Regie: Michael Lesch, Theater Kammerspielchen Wuppertal, Theater Kammerspielchen Solingen
- 2018: Vier linke Hände, Rolle Sophie Delassere, Regie: Michael Oenicke, Theater Kammerspielchen Wuppertal, Theater Kammerspielchen Solingen
- 2018: Drei Mal Leben, Rolle Ines, Regie: Joachim Meurer, Theater an der Luegallee Düsseldorf/Oberkassel[12]
- 2019: Drei Mal Leben, Rolle Ines, Regie: Joachim Meurer, Theater an der Luegallee Düsseldorf/Oberkassel
- 2022: Die Vorzimmerdamen, Rolle: Eve Martin, Regie: Marina Welsch, Silke Natho, Theater Kammerspielchen Solingen
- 2022: Hochexplosiv, Rolle: Suzy, Regie: Michael Oenicke, Theater Kammerspielchen Solingen, Theater Kammerspielchen Wuppertal[13]
- 2023: Schampus, Schecks und schwarze Wäsche, Rolle: Nanni, Regie: Marcus Michael Mies, Komödie Wuppertal
- 2025: JUKEBOX DIVAS, Rolle: Liz, Regie: Julia Karl, Marina Welsch, Marcus Michael Mies, Kammerspielchen Solingen